# Oknîne, Novoaidar
Oknîne (în ucraineană Окнине) este un sat în comuna Hreciîșkîne din raionul Novoaidar, regiunea Luhansk, Ucraina.

## Demografie
Componența lingvistică a localității Oknîne
     Rusă (87,5%)
     Ucraineană (12,5%)
Conform recensământului din 2001, majoritatea populației localității Oknîne era vorbitoare de rusă (87,5%), existând în minoritate și vorbitori de ucraineană (12,5%).